# Joseph Canteloube
Marie-Joseph Canteloube de Malaret (ur. 21 października 1879 w Annonay, zm. 4 listopada 1957 w Grigny) – francuski kompozytor, pianista i etnograf muzyczny.

## Życiorys
Uczył się gry na fortepianie u Amélie Doetzer w Paryżu. Następnie studiował kompozycję w Schola Cantorum de Paris u Vincenta d’Indy’ego. Prowadził działalność jako etnomuzykolog, podróżując po Francji i badając folklor muzyczny różnych regionów, z czasem całkiem zarzucił komponowanie. Opublikował m.in. zbiór Anthologie des chants populaires français (4 tomy, 1939–1944) oraz cieszące się dużą popularnością opracowanie pieśni z regionu owernijskiego Chants d’Auvergne (1923–1930). Napisał także biografię Vincenta d’Indy’ego (wyd. Paryż 1949).

## Ważniejsze kompozycje
(na podstawie materiałów źródłowych)

### Utwory orkiestrowe
- poemat symfoniczny Vers la princesse lointaine (1910–1911)
- Lauries (1929)
- Pièces françaises na fortepian i orkiestrę (1935)
- Poème na skrzypce i orkiestrę (1937)

### Utwory kameralne
- Dans la montagne na skrzypce i fortepian (1904)
- Rustiques na obój, klarnet i fagot (1946)

### Opery
- Le Mas, libretto kompozytora (1910–1913, wyst. Paryż 1929)
- Vercingétorix, libretto Étienne Clémentel  i Joseph-Henri Louwyck (1930–1932, wyst. Paryż 1933)

### Pieśni
- L’arada na głos solowy i fortepian (1922)
- Colloque sentimental na głos solowy i kwartet smyczkowy (1903)
- Eglogue d’automne na głos solowy i orkiestrę (1909)
- Au printemps na głos solowy i orkiestrę (1913)
- Triptyque na głos solowy i orkiestrę (1914)